# Kambregne
Kambregne (Blechnum spicant) eller undertiden kaldet almindelig kambregne er en bregne, der vokser på skyggede og fugtige skråninger i skove og krat. Det er den eneste art i Kambregne-familien som vokser i Skandinavien.

## Beskrivelse
Kambregne adskiller sig en del fra de fleste andre bregner i Danmark, og er derfor nem at kende. Bladene er 10-40 cm lange og slankt lancetformede med korte sideflige – på den måde ligner bladet en grov dobbeltsidet kam, hvoraf navnet. De vintergrønne blade står op fra en kort opstigende jordstængel i rosetform og er lidt læderagtige. De sporehusbærende blade er mere oprette og sidefligene er smallere og med større mellemrum.
Højde x bredde: 0,30 x 0,40 m.

## Hjemsted
Hist og her i Jylland, sjælden på Øerne. Fugtige skråninger og grøfter i skove og krat. Ret almindelig i øvrige Norden, særlig Vest-Norge og Sydvest-Sverige.
I Glencoe Special Area of Conservation, dvs. i Glen Etive og Coire Gabhail skovområdet på sydsiden af Glen Coe, som ligger 10 km sydsydøst for Fort William i den vestlige del af det skotske højland, vokser arten i våde og græsfyldte, lyse skove sammen med bl.a. angelik, blåtop, alm. gedeblad, bredbladet mangeløv, butbladet tørvemos, dunbirk, hundehvene, kratviol, krybende hestegræs og prydbregnemos

## Anvendelse
Arten ses hist og her brugt som haveplante i skovbundsbede.
| Portal | Portal:Botanik |

## Note
1. ↑  Ben and Alison Averis: A survey of the vegetation of Glen Coe Arkiveret 5. marts 2016 hos  Wayback Machine (engelsk)